# وزارة جميل المدفعي الأولى
وزارة جميل المدفعي الأولى أو الوزارة المدفعية الأولى هي الحكومة العراقية الثامنة عشر.
خلفت هذه الوزارة وزارة رشيد عالي الكيلاني الثانية واستمرت للفترة من 9 تشرين الثاني 1933 إلى 10 شباط 1934. تشكلت بعدها وزارة جميل المدفعي الثانية.

## التشكيلة الوزارية
تكونت الوزارة من الوزراء أدناه:
- رئيس مجلس الوزراء: جميل المدفعي
- وزير الدفاع ووزير الخارجية: نوري السعيد
- وزير الداخلية: ناجي شوكت
- وزير المالية: نصرت الفارسي
- وزير العدلية: جمال رشيد بابان
- وزير الأشغال: رستم حيدر (استقال في 21 شباط 1934)
- وزير المعارف: صالح جبر

في شباط 1934، استقال رئيس الوزراء جميل المدفعي ووزير المالية نصرت الفارسي بسبب إعلان مشروع الغراف وإصرار وزير الاقتصاد رستم حيدر على تنفيذه قبل استحصال موافقة وزارة المالية ولكونهم يرون أن تسليح الجيش أهم من مشروع الغراف وكان ذلك سببا لاستقالة الوزارة كلها.